# Йохан Кастберг (месторождение)
Йохан Кастберг, Скругард (англ. Skrugard, норв. Skrugardfeltet) — нефтяное месторождение в акватории Баренцева моря. Открыто в апреле 2011 года. Месторождение Йохан Кастберг расположено в одном лицензионном участке PL532 с месторождением Хавис.
Месторождение первоначально называлось Скругард, но позже правительство Норвегии переименовало месторождение именем депутата парламента Йохана Кастберга.
Нефтяные пласты залегают на глубине 1276—1395 м в песчаниках ранне- и среднеюрского периода.
Запасы нефти оцениваются в 556 млн баррелей извлекаемых запасов нефтяного эквивалента.
Оператором участка PL532 является норвежская нефтяная компания Statoil (50 %). Другими партнёрами участка являются Eni (30 %) и Petoro (20 %).